# Panaxia insubrica
Panaxia insubrica là một loài bướm đêm thuộc phân họ Arctiinae, họ Erebidae.